# 안종배
 안종배 (安鍾陪, Daniel Jong-Bae Ahn, 1962년 12월 6일 -)는 미래학자이며 현재 한세대학교 교수이며 미래창의캠퍼스 이사장이다. 국내 미래학과 디지털마케팅의 전문가이자, 국제미래학회 회장,  클린콘텐츠국민운동본부 회장, 그리고 대한민국 인공지능포럼 회장이다. 1995년 국내 최초의 글로벌광고 마케팅을 100여 개국에 런칭(LG)하고 2000년 국내 최초의 양방향방송 프로그램을 기획(SBS)하였다. 인공지능이 몰고오는 인류혁명 문명대변혁을 올바른 방향으로 선도하여 인류와 지구의 지속미래 발전에 관심을 갖고 집필과 "세계미래대회"를 추진 진행하고 있다.

## 학력
- 미시건 주립대학 대학원 국제 커뮤니케이션 전공
- 경기대학교 대학원 디지털마케팅 전공
- 연세대학교 언론홍보대학원 1기 졸업
- 서울대학교 졸업

## 경력
- 국제미래학회 회장
- 대한민국 인공지능메타버스포럼 회장
- 미래창의캠퍼스 이사장/ 미래창의연구원 이사장
- (사)유비쿼터스미디어콘텐츠연합 회장
- (민)클린콘텐츠국민운동본부 회장
- 국회 미래정책연구회 운영위원장
- 디지털 뉴미디어포럼 운영위원장,
- 언론중재위원회 중재위원,
- 한국콘텐츠진흥원 심사위원,
- 서울시 디지털문화 자문위원,
- 중소벤처 특별위원회 위원,
- 대한적십자사 중앙대의원(대통령 임명),
- 한국방송학회 모바일연구회장

## 저서
° 《인류혁명 문명대변혁》
- 『챗GPT-4 인공지능 미래세상』
- 『인공지능 메타버스 시대 미래세상』
- 『인공지능이 바꾸는 미래세상과 메타버스』
- 『미래학원론』
- 『대한민국 미래보고서』
- 『전략적 미래예측방법론 바이블』
- 『미래가보인다, 글로벌미래 2030』
- 『대한민국 미래교육보고서』
- 『대한민국 4차산업혁명 마스터플랜』
- 『대한민국 4차산업혁명 성공전략』
- 『미래예측2030(번역)』
- 『스마트폰 마이스터 되기』
- 『건강한 UCC 및 SNS 제작』
- 『스마트시대 콘텐츠마케팅론』
- 『양방향방송광고 기획제작론』
- 『이메일 마케팅 커뮤니케이션』
- 『나비효과 콘텐츠 마케팅』
- 『나비효과 블루오션 마케팅』
- 『나비효과 디지털 마케팅』

## 수상
- 국무총리상
- 행정자치부 장관상
- 여성가족부 장관상
- 대한민국 인물대상
- 자랑스런 한세대인상
- 자랑스런 배정고 동문상
- 자랑스런 Assist 4T 동문상